# Велізарій просить милостиню
«Велізарій просить милостиню» (фр. Belisaire demandant l'aumone) — відома картина, що створив французький художник Жак-Луї Давід.
Жак-Луї Давід починав свою художню кар'єру в часи, коли панувало рококо. Він навіть намагався стати учнем популярного на той час представника стилю рококо — Франсуа Буше. Але мода на рококо переживала не найкращі часи і Буше закидали неприродність, штучність його фарб та сюжетів. Тому він порадив молодому Давіду навчання у художника Жозефа-Марі В'єна. Але художник-початківець не оминув етапу вивчення настанов рококо і створив декілька картин у відповідній стилістиці («Смерть Сократа», рання версія, «Двобій Марса та Мінерви»).
У 1774 р., після одержання Римської премії і перебування у Римі виникає абсолютно інший митець, послідовник класицизму, його найкращий представник у мистецтві Франції 18 століття. Програмним твором цього періоду стала картина «Присяга Гораціїв». Ніяких маленьких фігур, ніякої метушні, ніяких солоденько-цукеркових фарб. Брати присягають батькові перед військовим походом і йдуть на смерть. Смерті ще нема (два брати з трьох загинуть), а смерть вже відчувається в суворих фарбах і урочисто-пригніченому настрої твору.
Творчі періоди Давида умовно можна поділити на:
- початковий (в стилі рококо)
- класицизм римського періоду
- революційний класицизм
- ампір.

До італійського періоду художника належить і полотно «Велізарій просить милостиню». Картина — свідоцтво доброго засвоєння нових стилістичних форм, навіяних архітектурними пам'ятками Риму часів імперії. Давід старанно вивчав античні джерела та залишки античних споруд. Знав він і сумну легенду про старість уславленого полководця Велізарія. Наприкінці життя той впав в немилість у імператора і зазнав конфіскації майна та вигнання. За легендою, він закінчив життя жебраком, сповна відчувши на собі і швидкоплинність слави, і людську невдячність. Трагедію колись уславленого імператорського полководця, тепер сліпого і немічного, і подав художник в картині.
Про схвильованість несподіваною зустріччю з людським горем добре розповідають руки головних героїв. Руки Велізарія — саме уособлення відчаю і благання милосердя. Хлопчик — поводир простягує шолом героя, куди свій внесок — милостиню кладе жінка в античному одязі. Потрясіння від несправедливої долі і несподіваної зустрічі зі своїм колишнім командиром явив і вояк на другому плані, що сплеснув долонями і застиг у здивуванні й обуренні.
Класичні композиції зазвичай пафосні і дивують сучасного глядача перебільшеннями, штучністю почуттів. В композиції Давіда пафос і велич має лише давньоримська архітектура та розкішна, але байдужа до людського божевілля природа.
Історичний Велізарій жив у Візантійській імперії, а не в Римі. Художник переніс дію картини в умовну давньоримську країну, відому лише за картинами Аннібалє Каррачі та Ніколя Пуссена. Класичний пейзаж полотна належить до найкращих зразків так званого героїчного пейзажу серед творів Жака-Луї Давіда. Він може позмагатися в красі з найкращими зразками героїчних пейзажів того ж Пуссена.